# Coalición Nacionalista - Europa de los Pueblos
Coalición Nacionalista - Europa de los Pueblos fue el nombre que adoptó una coalición electoral formada para presentarse a las elecciones al Parlamento Europeo de 1999 en España. Tenía su precedente en las candidaturas que, con el nombre de Coalición Nacionalista, se habían presentado a las elecciones de 1989 y 1994 y, con el de Por la Europa de los Pueblos se habían presentado en 1987, 1989 y 1994. Sus integrantes eran cuatro partidos de ámbito regional y carácter nacionalista periférico, abarcando desde el centro derecha al centro izquierda. Se trataba del Partido Nacionalista Vasco (PNV) y Unió Mallorquina (UM), procedentes de la Coalición Nacionalista de 1994, y Eusko Alkartasuna (EA) y Esquerra Republicana de Catalunya (ERC), que en los anteriores comicios habían liderado la coalición Por la Europa de los Pueblos.
Los cuatro primeros lugares de la lista fueron ocupados por Josu Ortuondo Larrea (PNV), Gorka Knörr (EA), Miquel Mayol (ERC) y Jaume Fluxá (UM).
La coalición obtuvo 613.968 votos en toda España (2,9%), siendo la sexta fuerza política y obteniendo dos eurodiputados de los 64 en juego. La coalición obtuvo sus mejores resultados en el País Vasco (392.800 votos, 33,93% en la comunidad autónoma, siendo la candidatura más votada allí), Cataluña (174.374 votos, 6,06%), Baleares (20.155 votos, 5,58%) y Navarra (17.030 votos, 5,7%), sin sobrepasar el 1% en ninguna otra comunidad autónoma.
De acuerdo con los pactos de coalición, Josu Ortuondo ocuparía su escaño durante toda la legislatura, formando parte del Grupo de Los Verdes / Alianza Libre Europea. El escaño restante sería ocupado sucesivamente por los números dos y tres de la lista de la coalición. En el primer turno ocupó el escaño Gorka Knörr, de EA (20 de julio de 1999 - 7 de junio de 2001), y a continuación ocupó el escaño el representante de ERC, Miquel Mayol (8 de junio de 2001 - 19 de julio de 2004), los cuales también se integraron en el Grupo de Los Verdes / Alianza Libre Europea.